# Actuarius (Römisches Reich)
Actuarius oder Actarius (lateinisch von agere „handeln“; Plural actuarii)  bezeichnete mehrere Funktionen im römischen Reich, die eines Protokollführers, später auch eines Rechnungsführers und Verwalters beim römischen Militär. 

Actuarii sind als „Schnellaufschreiber“ von Reden seit republikanischer Zeit bezeugt, in der Kaiserzeit auch in der Funktion eines Rechnungs- oder Aktenführers.
Im römischen Militär sind die aus dem Bereich der Unteroffiziere stammenden Actuarii seit dem 14. September 143 durch den Papyrus BGU III 741,4 bekannt. Sie sind als Proviantmeister anzusprechen und waren für die Verwaltung der Getreidespeicher (Horrea) und für die Truppenversorgung verantwortlich. Der Truppenteil, in dem die Actuarii dienten, war entscheidend für ihren Rang und ihr Gehalt. Stammten die Proviantmeister während des Prinzipats noch aus den Reihen des Militärs, wurden sie in der Spätantike zu reinen Zivilbeamten. Ihre Aufgabe bestand darin, gegen Vorlage einer Quittung die zugestandene Menge an Getreide ihrem Truppenteil zukommen zu lassen. Bei einem Verkauf der Naturalienlieferungen musste er das so eingenommene Geld den Soldaten ausbezahlen.
Ein actuarius war laut der Historia Augusta Urheber der Verschwörung, der im Jahr 271 der Kaiser Victorinus in Köln zum Opfer fiel.

## Heutige Bedeutung
Die Bezeichnung Actuarius blieb über die Antike hinaus für Gerichtsschreiber erhalten, in Deutschland noch bis ins 19. Jahrhundert, bei kirchlichen Gerichten bis heute. Aus dem lateinischen actuarius hat sich zunächst das englische actuary, dann das deutsche Pendant Aktuar gebildet. Beide Lehnwörter werden heute ausschließlich für den Aktuar (Versicherungswirtschaft) verwendet, insbesondere wenn er als Verantwortlicher Aktuar arbeitet.